# Experimental Media and Performing Arts Center
Pour les articles homonymes, voir Performing Arts Center.
Le Priem Experimental Media and Performing Arts Center (EMPAC) est un centre d'arts de l'Institut polytechnique Rensselaer (RPI) de Troy, New York, qui a ouvert ses portes le 3 octobre 2008.
Le directeur fondateur d'EMPAC est Johannes Goebel. Il était auparavant directeur et fondateur de l'Institut de musique et d'acoustique du Centre d'art et de technologie des médias (ZKM) à Karlsruhe, en Allemagne. Le bâtiment porte le nom de Curtis Priem, cofondateur de Nvidia et diplômé de RPI en 1982, qui a fait don de 40 millions de dollars à l'Institut en 2004. 

## Construction
L'institut a annoncé le projet de construction d'une nouvelle salle de spectacle à l'automne 2001 avec des coûts de construction initialement prévus de 50 millions de dollars révisés ensuite à 141 millions de dollars et une date de livraison en 2006. 
Le projet démarre le 19 septembre 2003. 
Plus de 100 000 mètres cubes de terre ont été excavés de la colline pour la construction. En raison de problèmes d'instabilité gravitaire constatés pas le passé, 215 ancrages de 64 m ont été forés dans le sol pour stabiliser les fondations. 
L'inauguration a eu lieu le 3 octobre 2008

## Architecture et installations
L'architecte de conception de l'EMPAC est Nicholas Grimshaw. L'architecte officiel est le cabinet d'architectes new-yorkais Davis Brody Bond, les ingénieurs du projet étant de la firme Buro Happold.
Le bâtiment comprend une salle de 1200 places, un théâtre de 400 places, deux ateliers de théâtre et un pour la danse. La salle est insérée dans le bâtiment à l'intérieur d'un immense coque en bois, contrastant avec les autres matériaux, la pierre, le métal et le verre.

## Galerie

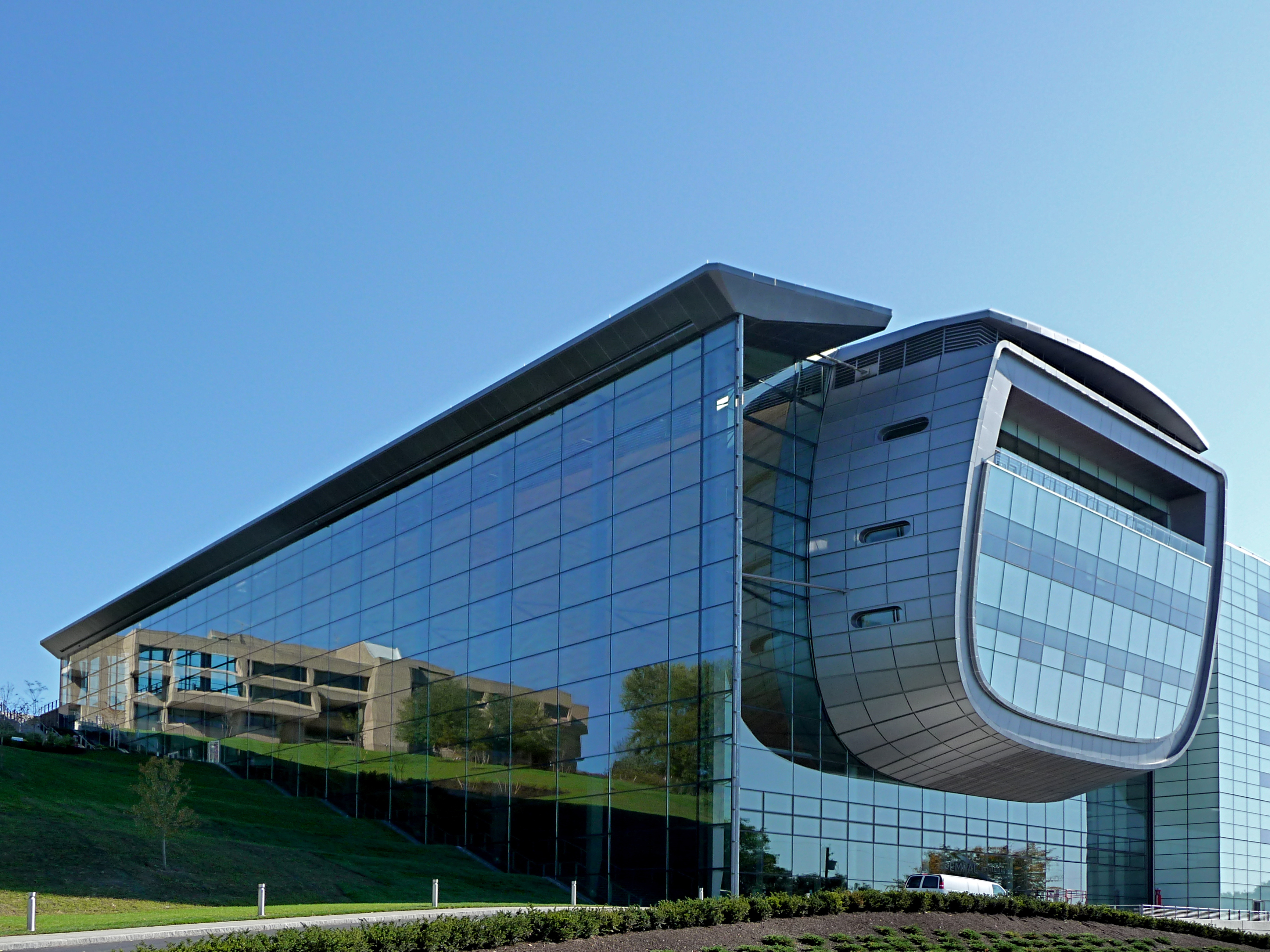
Façade avant
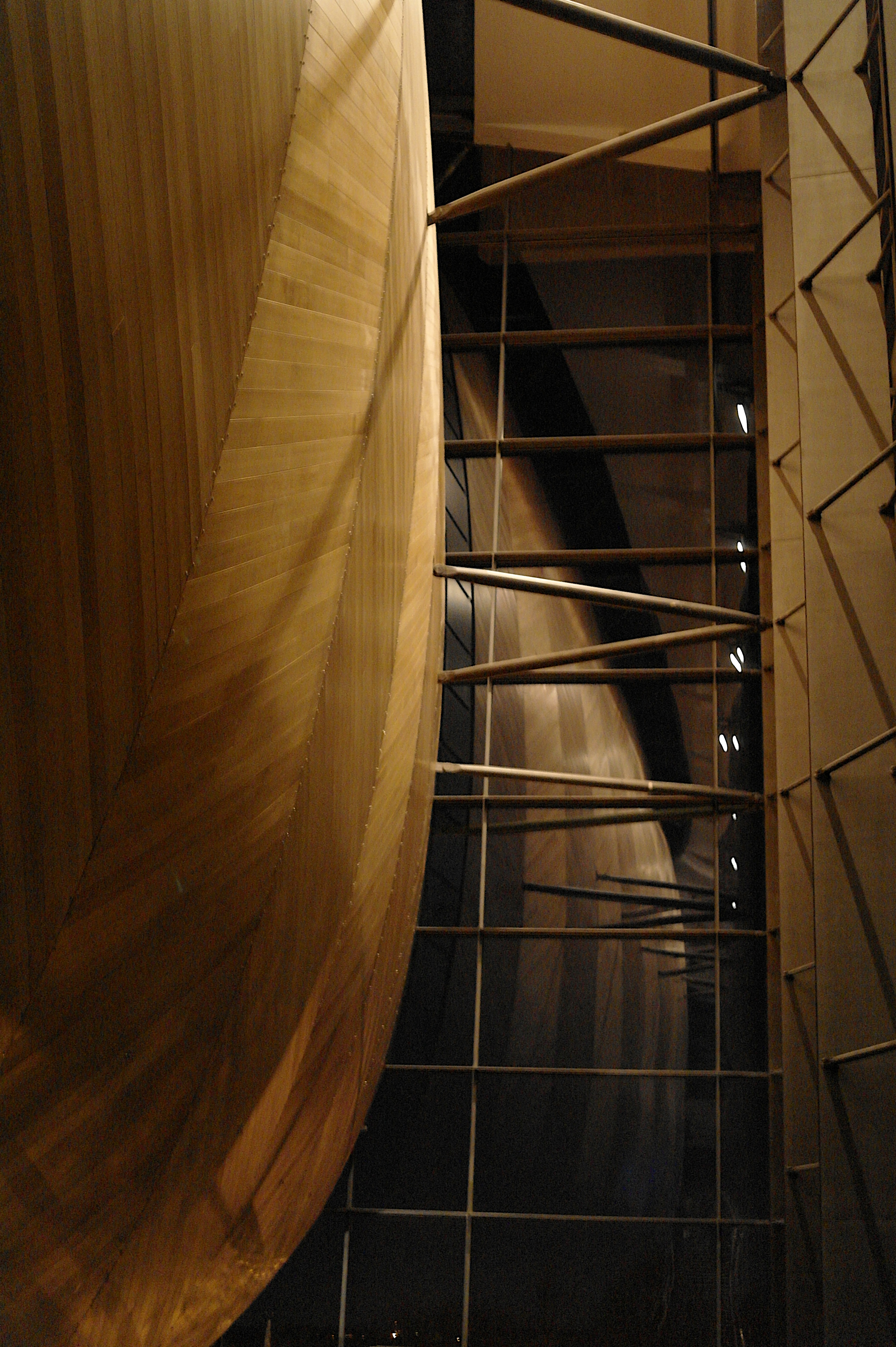
La coque de la salle
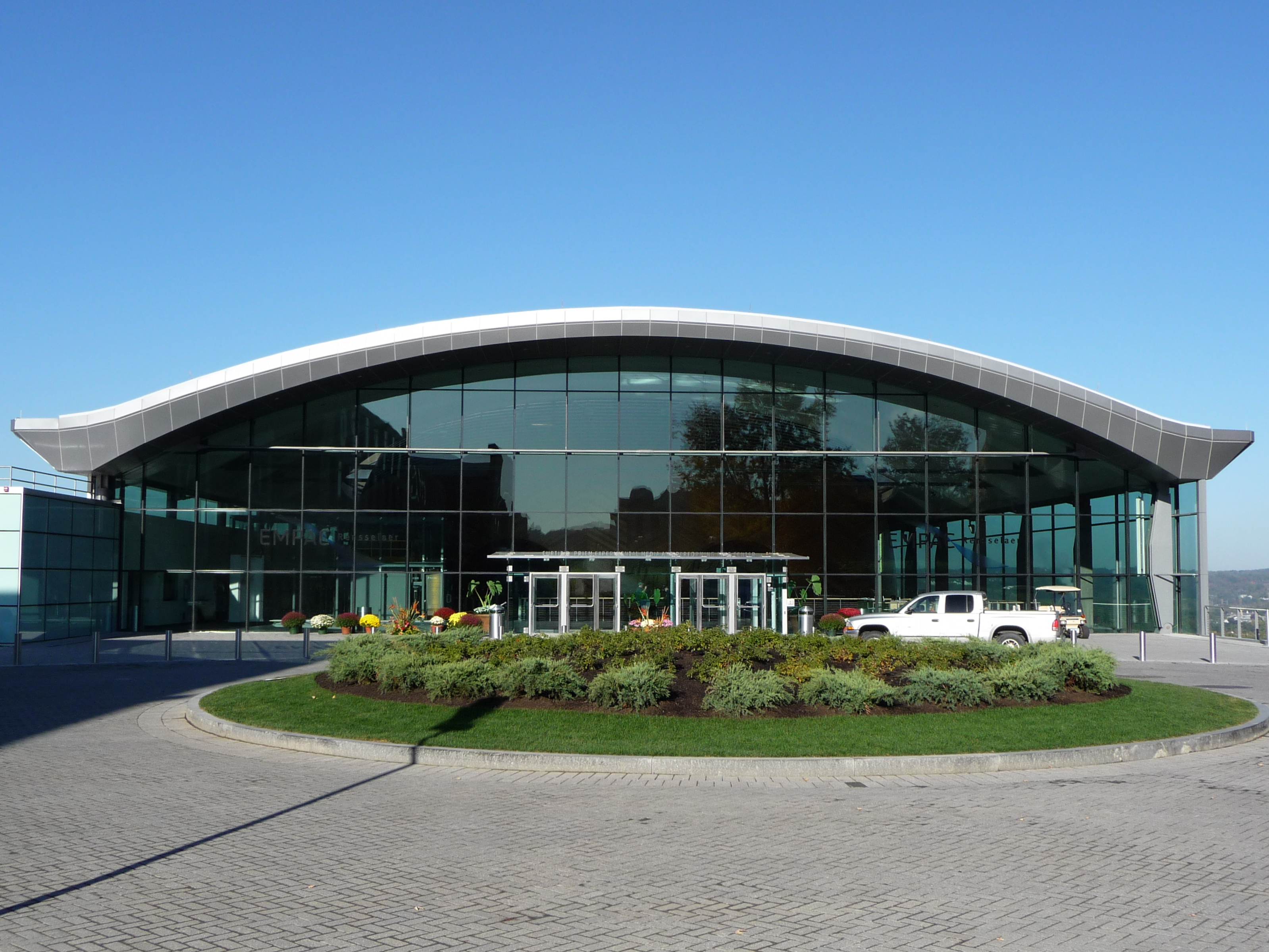
Entrée du côté Est